# 滿星疊
滿星疊村（英文：Ban Hin Taek，泰文：บ้านหินแตก），位于泰国北部清莱府，泰文意思是「石頭爆裂的村莊」，對於泰國人而言，代表那是個酷熱到連石頭都被晒裂、不宜人居的地方。泰北孤軍第三軍官兵及其后代很多都生活在此。1975年3月1日，金三角風雲人物昆沙（漢名：張奇夫）在滿星疊村創辦滿星疊大同中學，聘請了泰北國民黨孤軍孫斌出任大同中學首任校長，現任校長張明光先生。滿星疊村有一個昆沙博物館在大同中學附近。